# Califórnia (Belo Horizonte)

Califórnia é um bairro da região administrativa Noroeste, na cidade de Belo Horizonte, em Minas Gerais.

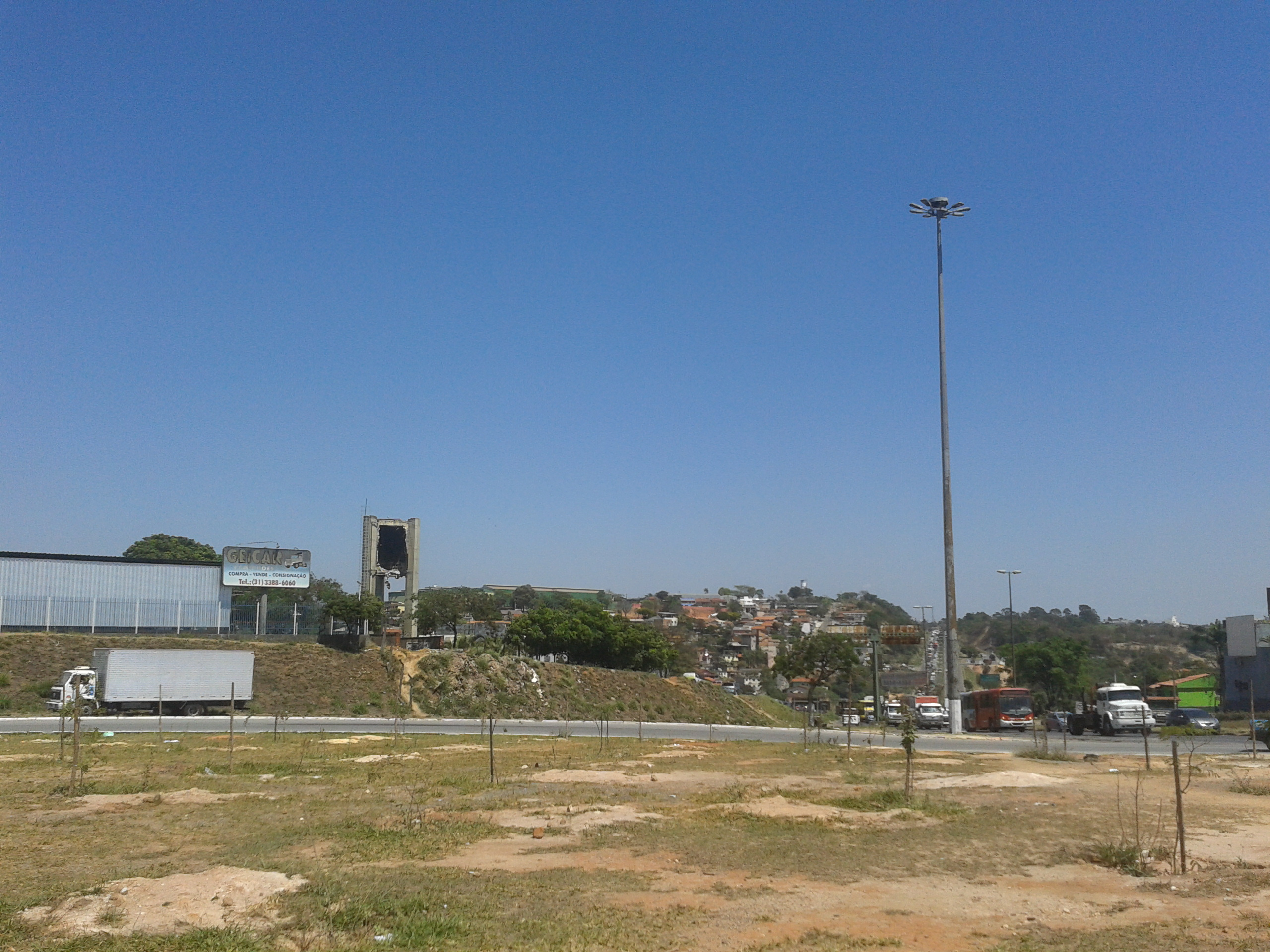
Vista parcial do bairro Califórnia a partir da BR-40 Km 533, observado na proximidade do viaduto que passa sobre o Anel Rodoviário.

## Origem e fundação- Bairro Califórnia- 1ª parte
A área conhecida atualmente como Califórnia fazia parte da Fazenda Coqueiros, pertencente à Família Camargos. Com a expansão urbana a partir dos anos 1920 os herdeiros das terras ficaram com medo de uma possível ocupação e lotearam a área relativa à Fazenda Coqueiros, surgindo o bairro Camargos como a primeira aglomeração, porém a área concernente ao que hoje é o Bairro e Conjunto Califórnia continuou desabitada.
Quando foi lançado o loteamento do Bairro Califórnia, em 01.07.1964, o local onde hoje é o conjunto Califórnia II era um só espaço, com todas as ruas calçadas. Não havia energia elétrica, água era de cisterna, esgoto era com fossa, e ônibus era o Alto dos Pinheiros. Onde é o conjunto Califórnia I, havia apenas uma grande área desabitada.
A BR-040 foi concluída no ano de 1969 e com ela houve a separação do loteamento em duas partes. Detalhe: Em setembro de 2009 a BR-40, trecho compreendido entre Brasília e Belo Horizonte, passou a chamar-se Rodovia Juscelino Kubitschek. Ficou o Califórnia Velho de um lado da BR-040 e os Conjuntos Califórnia I e II mais a Vila Califórnia do outro. Nesta época o Califórnia Novo não existia.
O Bairro Califórnia não tinha planta aprovada na Prefeitura e isso dificultava conseguir obras urbanísticas do poder público e impedia os moradores de obter financiamentos para construções. A aprovação só veio a acontecer em 1978. 
Com muito esforço e dedicação dos dirigentes da ASSUCAL-Associação Urbanizadora do Bairro Califórnia, fundada em 1973 e tendo a frente Oswaldo Cardoso como presidente, Guilherme Cardoso como vice, Luciano Pereira, como secretário, Alberto Rosa como tesoureiro, Odilon de Souza como vice, foi conseguida a aprovação do bairro, com a denominação de Califórnia, nome quase perdido numa disputa com o conjunto I, que precisava ter o seu espaço aprovado para a construção de centenas de apartamentos e queria ficar com o nome.
A aprovação da planta do bairro aconteceu em 1978. Politicamente, a PBH foi obrigada a aprovar os dois loteamentos com o mesmo nome, apesar de separadas geograficamente por uma rodovia.E esta divisão geográfica tem causado até hoje muitas confusões para quem se dirige ao Bairro Califórnia pela primeira vez, pois faltam placas indicativas que distingam o Bairro Califórnia dos conjuntos Califórnia I e II.

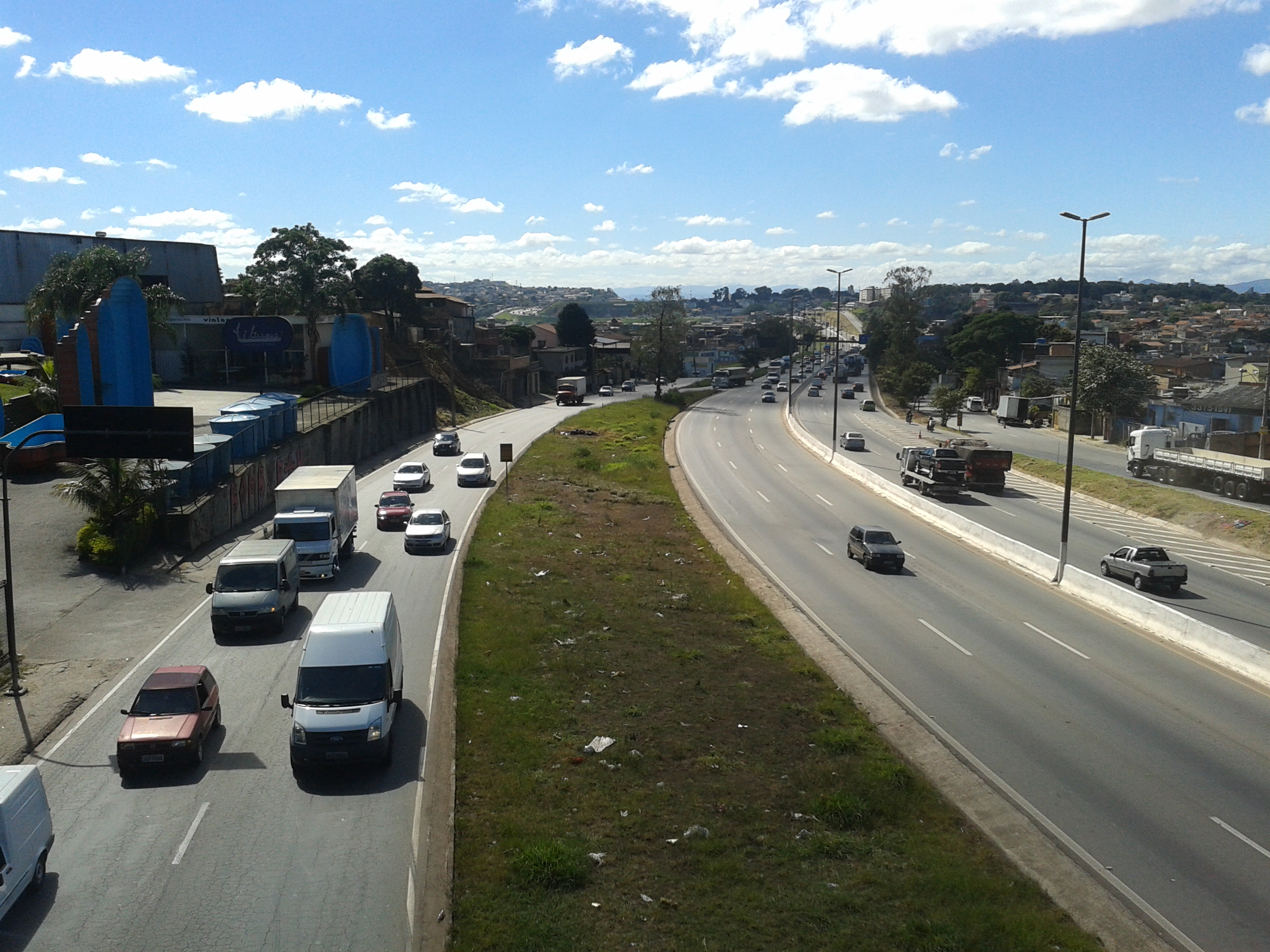
Anel Rodoviário em seu trecho que passa no bairro Califórnia. Sentido Belo Horizonte - acesso à Vitória-ES e Norte e Nordeste do Brasil

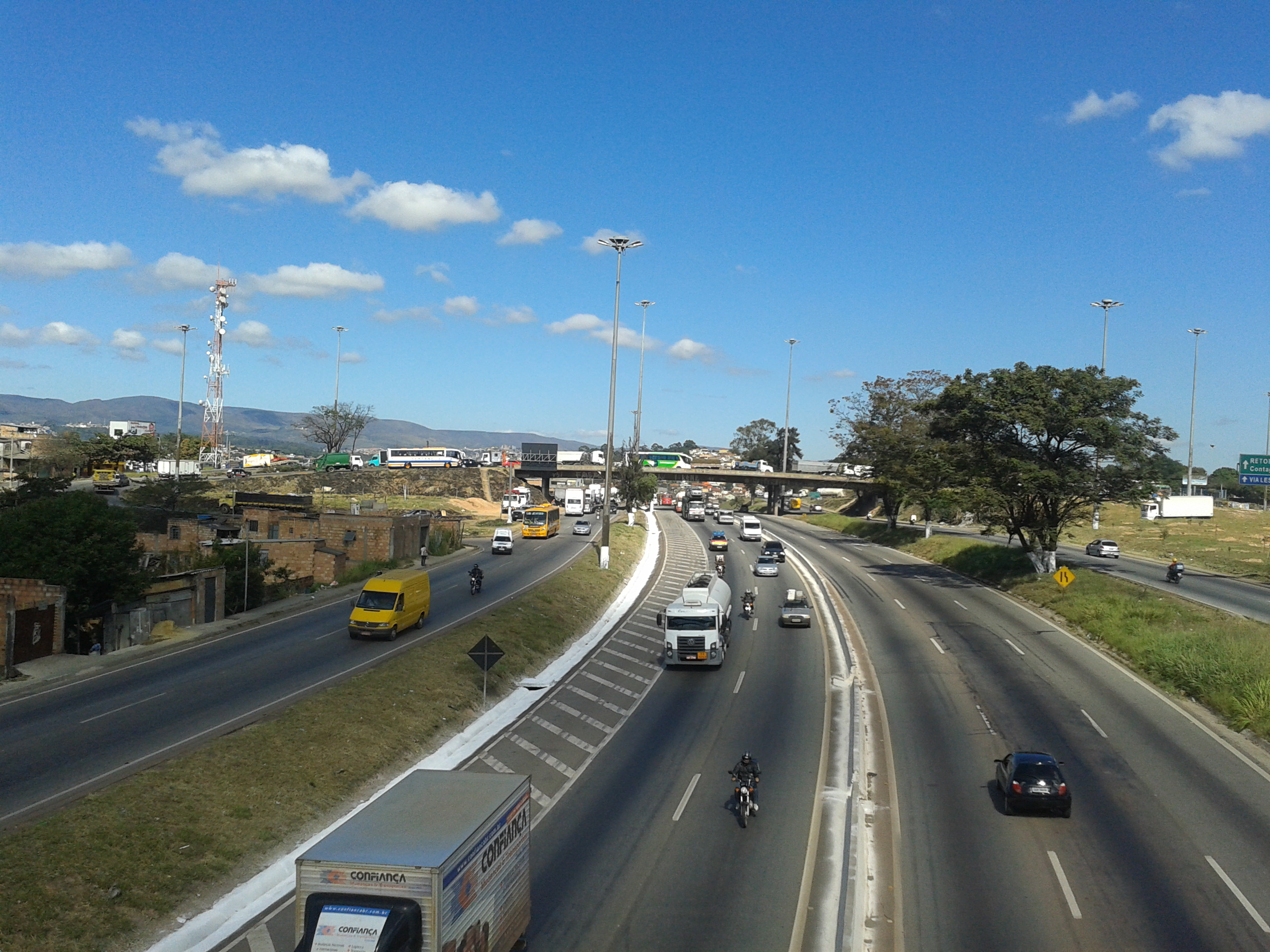
Anel Rodoviário em seu trecho que passa no bairro Califórnia. Sentido Belo Horizonte - acesso ao Rio de Janeiro-RJ e sul do Brasil

## Desenvolvimento
Somente a partir do ano de 1976 que o Bairro Califórnia conseguiu quase todos os melhoramentos urbanísticos que precisava. Até então, tinha apenas calçamento e luz elétrica. Com o trabalho eficiente de algumas pessoas, o antigo DNER, hoje DNIT, permitiu a abertura e o asfaltamento da Av. Vereador Cícero Idelfonso, saída para a BR-040. Com muita insistência, o Dr. Ocelo Cirino Nogueira, superintendente do DBO, hoje BHTrans, obrigou a empresa de ônibus a colocar um ramal da então linha 28, Alto dos Pinheiros, para o bairro, mais tarde transformado-a em linha direta ao centro. A iluminação pública das ruas veio junto, e em seguida a COPASA colocou água encanada e esgoto nas residências.
No código urbano de posturas da PBH não se permitiu a construção de prédios de mais de quatro andares no Bairro Califórnia. Os prédios maiores foram liberados para os conjuntos Califórnia I e II. Por esse motivo, o bairro não se desenvolveu para mais habitantes e não houve surgimento de supermercado, padaria, farmácia e açougues no local. Todo esse comércio está presente do outro lado da rodovia BR-40, no Conjunto Califórnia I.
Outro elemento de desarticulação interna do Bairro Califórnia é a rede viária que o segmenta dos Conjuntos Califórnia I e II e dos bairros adjacentes Alto dos Pinheiros, Santa Maria, Camargos e Água Branca tais como a Via Expressa (oficialmente Avenida Juscelino Kubitschek), Br-40 e Anel Rodoviário "Celso Mello Azevedo".
Um problema que incomodou os moradores foi em 1975 o lixão ter sido transferido para o Aterro Sanitário da BR-040, Km 513, contíguo ao Conjunto Califórnia I e II, local desapropriado da Fazenda Taiobeiras. A partir de novembro de 2009 não se permitiu a aceitação de mais lixo domiciliar e a partir de dezembro de 2009 não mais o recebimento de terra e nem entulho. Desde julho de 2011 o inativo aterro sanitário da BR-040 ganhou uma central de aproveitamento energético do biogás cujo processamento queima o gás metano que é produzido a partir da decomposição do lixo.

## Educação
No ano de 1976 foi inaugurada a Escola Municipal João Camilo Torres - EMJOCAT. Foi uma conquista de um grupo de moradores, comandados pela ASSUCAL, Associação Urbanizadora do Bairro Califórnia, atual AMBCALI, que com muita dedicação e perseverança conseguiu sensibilizar o então secretário municipal de Educação, professor Orlando Vaz Filho a destinar para o Bairro Califórnia uma das 22 unidades prometidas para serem construídas na cidade.

## Esporte
No ano de 2020 foi iniciada a construção da Arena MRV, estádio com capacidade para cerca de 44 mil pessoas onde atualmente são sediados os jogos do Clube Atlético Mineiro. A construção estava em uma área de aproximadamente 192 mil m² localizada às margens da Via Expressa, com entrada principal na Rua Cristina Maria de Assis, 202, em terreno cedido pela MRV Engenharia. Para a aprovação da obra, foram definidas algumas compensações socioambientais:
Contrapartidas Sociais
- R$80 milhões de investimento na infraestrutura urbana da região;
- Reconstrução da unidade básica de saúde (UBS) do bairro Califórnia;
- Criação do Instituto Galo, voltado para o desenvolvimento de atividades e projetos de assistência pública e social, cultura, educação e lazer, com centro de línguas, inovação e criatividade para alunos da rede pública.[6]

Contrapartidas Ambientais
- Além dos 26 mil m² de área verde ao lado do estádio, a Arena MRV será responsável pela regularização fundiária em área de conservação correspondente a mais que o dobro da vegetação nativa suprimida. O terreno definido para essa contrapartida fica no Parque Nacional da Serra da Gandarela, no município de Rio Acima, na Região Metropolitana de Belo Horizonte.[6]

Em 2023, a Arena MRV foi inaugurada.

## Igreja de Nossa Senhora Aparecida
Em 1978 foi construída pelos moradores a Igreja de N. S Aparecida que fica localizada entre as ruas Sebastião Fernandes Brandão e Nevada. 

## Conjuntos Residenciais
Em 2003 a Prefeitura de Belo Horizonte entregou 144 apartamentos populares em uma área circundada pelas ruas Cristina Maria de Assis e José Claudio Sanches, para abrigar família atingidas pelas chuvas de anos anteriores na capital. Este conjunto ficou conhecido como Conjunto Via Expressa. O empreendimento compreende 16 torres de 5 andares e está na região do Califórnia Velho, contudo para diferenciar por algumas vezes o lugar é denominado por Califórnia Novo.
Em 2014 a Tendência Engenharia entregou um condomínio fechado com 352 unidades denominado Ópera Parque Residencial composto de 8 torres de 11 andares na Av. das Castanholas, 244, no Conjunto Califórnia I. O empreendimento está em construção e algumas unidades serão finalizadas em julho/2018. O terreno compreende uma área de 12 mil m² anteriormente ocupada pelo clube da ACM-Associação Cristâ de Moços entre 1995 a 2008. 
Em 2014, a MRV entregou um condomínio fechado de 6 torres de 5 andares denominado Edifício Parque Plaza Bella, totalizando 220 apartamentos de 2 quartos na R.Visconde de Mauá, 95, no Califórnia Velho. conforme link http://www.mrv.com.br/imoveis/apartamentos/minasgerais/belohorizonte/california/parqueplazabella

## População
O bairro Califórnia tem uma população de 14.260 pessoas, segundo o Censo de 2010 do Instituto Brasileiro de Geografia e Estatística - IBGE. Entende-se como bairro Califórnia a região que compreende o Califórnia Velho e o Califórnia Novo (6.076 moradores), o Conjunto Califórnia I (3.347 moradores), o Califórnia II (1.737 moradores) e a Vila Califórnia (3.100 moradores). Uma vez que o mesmo Censo citou a população de Belo Horizonte como sendo de 2.375.444 habitantes, 0,6% moram no Bairro Califórnia.
Interessante notar que os moradores do Bairro Califórnia escolheram para viver num dos locais mais altos da capital mineira. A sede da cidade de Belo Horizonte está 852,19 metros de altitude e o ponto mais alto do Bairro Califórnia está aos 980 metros, decrescendo nas direções das bacias hidrográficas da Pampulha e do Arrudas.
Distingue-se ser o Bairro Califórnia ter moradores principalmente de médio poder aquisitivo, maioria tem telefone,tv a cabo e carro próprio, excetuando-se os moradores da Vila Califórnia, que tem baixo poder aquisitivo. A Vila Califórnia, localizada entre os conjuntos Califórnia I e II, foi formada inicialmente por operários das obras do Conjunto Califórnia I e II, na década de 1970.  Também ergueram barracos no local desempregados e pessoas vindas do interior do  Estado. 26% das famílias de renda até um salário mínimo; 38% entre um e dois salários mínimos e 19% entre dois e três salários mínimos. O índice de desemprego atinge 27% da população economicamente ativa, enquanto 19% trabalha no setor informal. Quanto à escolaridade, 73% dos moradores tem ensino fundamental incompleto, 14% ensino médio incompleto e 11% são analfabetos.

## Eleitorado

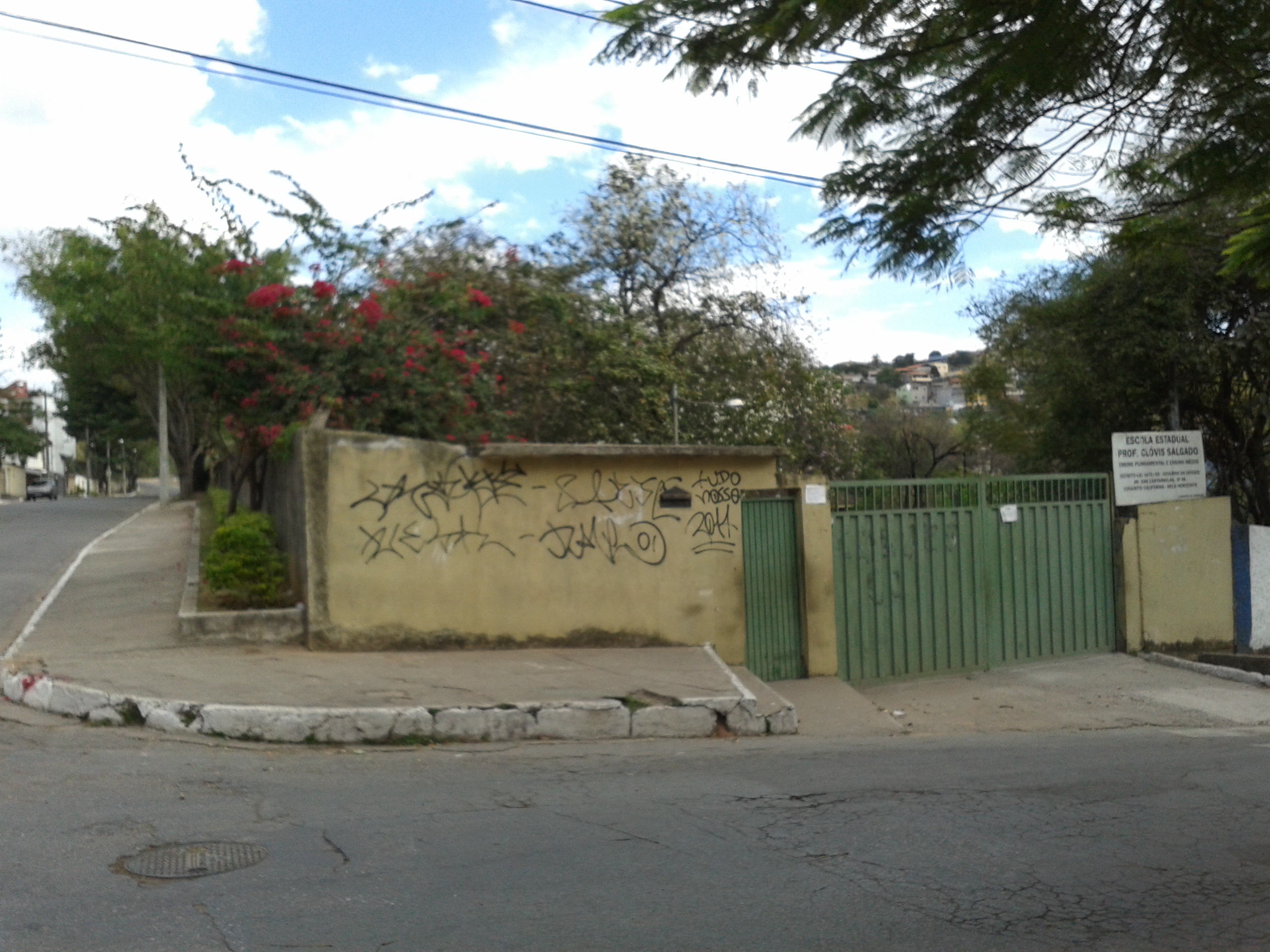
Fachada da Escola Estadual Professor Clóvis Salgado, local da 29a. Zona Eleitoral

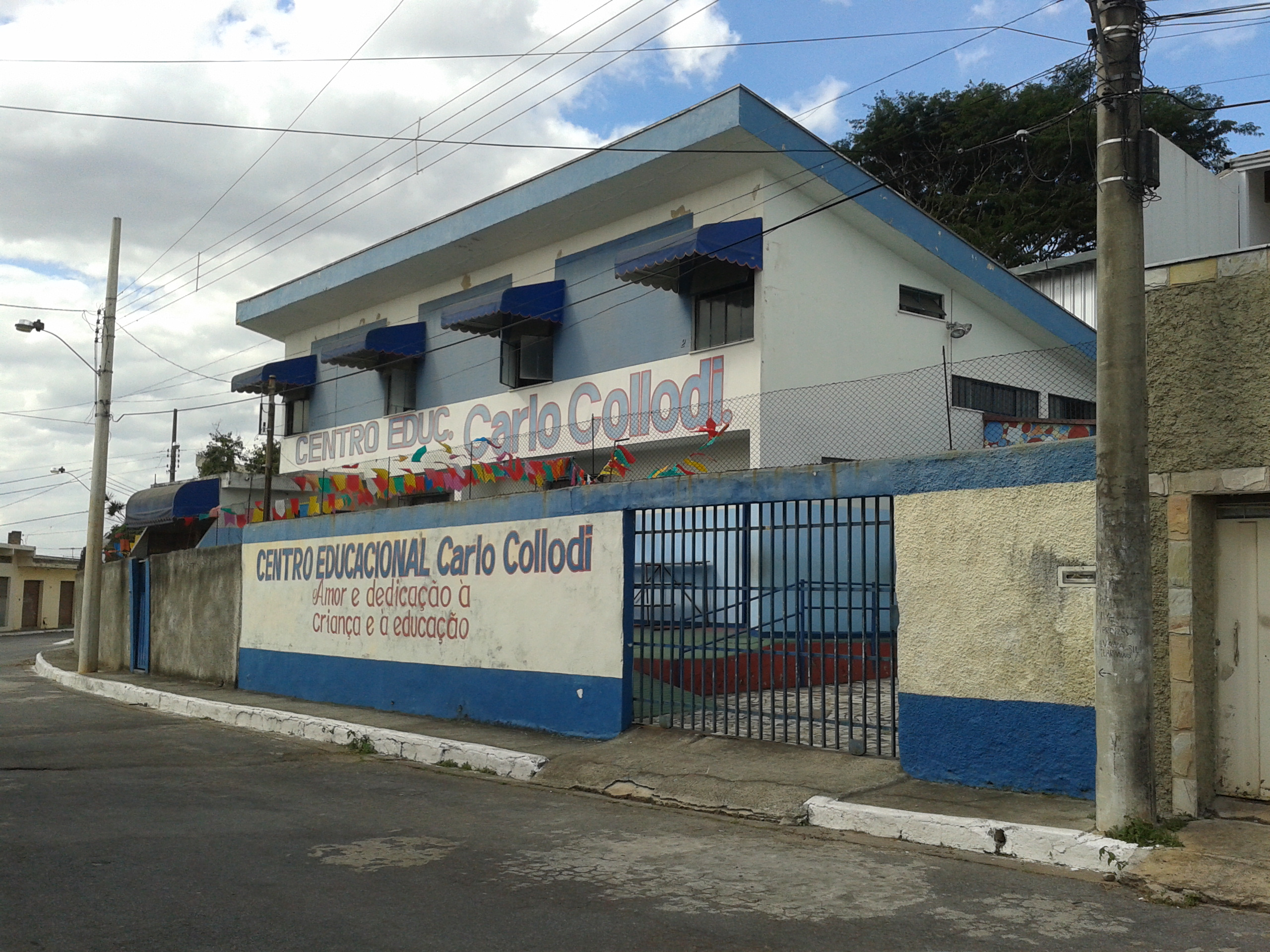
Fachada do Centro Educacional Carlo Collodi, ex- Pinóquio, local da 29a. Zona Eleitoral

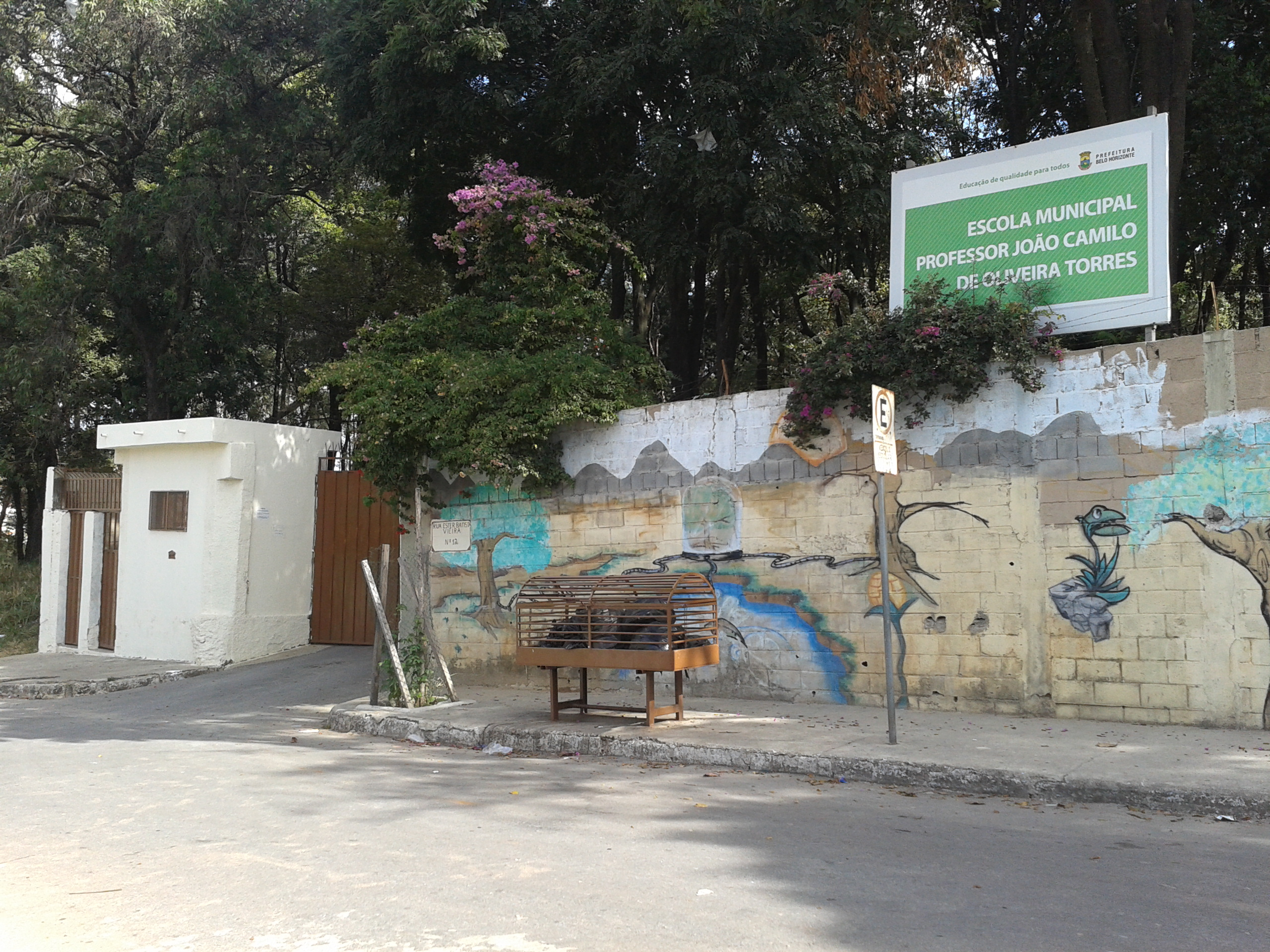
Fachada da Escola Municipal João Camilo de Oliveira Torres, local da 37a. Zona Eleitoral

Belo Horizonte tem 4.287 Seções Eleitorais, sendo que destas dezoito se encontram instaladas no bairro Califórnia, sendo dezesseis da 29a. Zona Eleitoral no Conjunto Califórnia I e duas da 37a. Zona Eleitoral no Califórnia "Velho".
Os eleitores do bairro Califórnia, inclusive as regiões do bairro denominadas por Conjunto Califórnia I e II, Conjunto Via Expressa e Vila Califórnia votam na 29a. e 37a. Zonas Eleitorais. O Tribunal Regional Eleitoral de Minas Gerais - TRE-MG, por meio do Cartório Eleitoral situado na Avenida do Contorno, 7.038, determinou os seguintes locais de votação:
- Escola Estadual Professor Clóvis Salgado, situada à Av. das Castanholas, 80 - Conjunto. Califórnia I: 
Eleitores que votam na 29a. Zona Eleitoral e nas Seções Eleitorais: 110, 111, 112, 113, 114, 115, 116, 117, 118, 267 e 276.
- Centro Educacional Carlo Collodi, ex-Pinóquio, situado à R. das Guitarras, 60 - Conjunto Califórnia I: 
Eleitores que votam na 29a. Zona Eleitoral e nas Seções Eleitorais: 245, 248, 253 e 278.
- Escola Municipal João Camilo de Oliveira Torres, situada à R. Ester Batista Vieira, 12 - Califórnia ("Velho"): 
Eleitores que votam na 37a. Zona Eleitoral e nas Seções Eleitorais: 362 e 370.

No resultado das últimas eleições em 2010 o TRE-MG computou a presença de 5.035 eleitores no bairro Califórnia, representando 0,33% do total de 1.539.672 eleitores que compareceram, isto para o cargo de Governador.
No bairro Califórnia a quantidade média de votos brancos e nulos considerando todas as Seções Eleitorais foi de 16,24%. A quantidade de votos brancos e nulos considerando apenas as Seções Eleitorais da 29a. Zona Eleitoral foi de 15,95% e a quantidade de votos brancos e nulos considerando apenas as Seções Eleitorais da 37a. Zona Eleitoral foi de 17,87%. 
Com a falta de disponibilização de dados estatísticos mais precisos pode-se cogitar que no bairro Califórnia a quantidade de eleitores, em 2010, por gênero, deva refletir à do eleitorado total da Capital, isto é, 46,07% são homens e 53,93% são mulheres.

## Ligações Externas
- Dados gerais sobre a cidade de Belo Horizonte